# Campeonato de Primera División 1986 (Futsal)
El Campeonato de Primera División 1986 fue la primera temporada y torneo de la Primera División del fútsal argentino.
El torneo consagró campeón a Rosario Central, que obtuvo su primer y único título, tras empatar por 1 a 1 en la última fecha con su clásico rival Newell's Old Boys que obtuvo el subcampeonato.

## Equipos participantes
| Club                        | Barrio / Localidad | Distrito                  |
| --------------------------- | ------------------ | ------------------------- |
| Argentinos Juniors          | La Paternal        | Ciudad de Buenos Aires    |
| Atlanta                     | Villa Crespo       | Ciudad de Buenos Aires    |
| Boca Juniors                | La Boca            | Ciudad de Buenos Aires    |
| Huracán                     | Parque Patricios   | Ciudad de Buenos Aires    |
| River Plate                 | Belgrano           | Ciudad de Buenos Aires    |
| Gimnasia y Esgrima La Plata | La Plata           | Provincia de Buenos Aires |
| Independiente               | Avellaneda         | Provincia de Buenos Aires |
| Platense                    | Florida            | Provincia de Buenos Aires |
| Racing                      | Avellaneda         | Provincia de Buenos Aires |
| Newell's Old Boys           | Rosario            | Provincia de Santa Fe     |
| Rosario Central             | Rosario            | Provincia de Santa Fe     |

## Formato
Los 11 participantes se enfrentaron bajo el sistema de todos contra todos a dos ruedas, quedando un equipo libre por fecha. El mejor posicionado en la tabla de posiciones obtuvo el campeonato.

## Tabla de posiciones
| Pos. | Equipo                      | Pts. | PJ | PG | PE | PP | GF  | GC  | Dif. |
| ---- | --------------------------- | ---- | -- | -- | -- | -- | --- | --- | ---- |
| 1.º  | Rosario Central             | 32   | 20 | 15 | 2  | 3  | 122 | 65  | 57   |
| 2.º  | Newell's Old Boys           | 31   | 20 | 13 | 5  | 2  | 100 | 55  | 45   |
| 3.º  | Atlanta                     | 30   | 20 | 15 | 0  | 5  | 95  | 75  | 20   |
| 4.º  | River Plate                 | 22   | 20 | 10 | 2  | 8  | 66  | 56  | 10   |
| 5.º  | Boca Juniors                | 20   | 20 | 9  | 2  | 9  | 85  | 88  | −3   |
| 6.º  | Huracán                     | 20   | 20 | 8  | 4  | 8  | 104 | 108 | −4   |
| 7.º  | Independiente               | 14   | 20 | 6  | 2  | 12 | 76  | 112 | −36  |
| 8.º  | Racing                      | 13   | 20 | 7  | 1  | 12 | 83  | 96  | −13  |
| 9.º  | Argentinos Juniors          | 13   | 20 | 6  | 1  | 13 | 63  | 98  | −35  |
| 10.º | Platense                    | 10   | 20 | 5  | 4  | 11 | 67  | 92  | −25  |
| 11.º | Gimnasia y Esgrima La Plata | 0    | 20 | 4  | 1  | 15 | 71  | 87  | −16  |

|                                     |
|                                     |
| Campeón Rosario Central 1.er título |